# Phare avant de Delaware Breakwater

Le phare avant de Delaware Breakwater (en anglais : Delaware Breakwater Range Front Light) est un phare servant de feu d'alignement avant situé sur le Delaware Breakwater (en) dans la baie de la Delaware, à l'ouest de la ville de Lewes dans le Comté de Sussex, Delaware.

## Historique
Le premier phare avant de Delaware Breakwater a été construit en 1838. En 1881, ce feu est devenu le feu avant de la chaîne de brise-lames du Delaware. Lorsque cette lumière a été désactivée en 1903, le phare est de Delaware Breakwater est devenu la lumière avant de la gamme. La maison inoccupée a été détruite en 1950.
il a été remplacé par une tour métallique portant une balise automatique.

## Description
Le phare actuel est une tour métallique à claire-voie de 12,5 m de haut. Il émet, à une hauteur focale de 14 m, une lumière verte d'une seconde par période de 4 secondes. Sa portée n'est pas connue. Il porte une marque de jour.
Identifiant : ARLHS : USA-1361 ; USCG : 2-2030  ; Admiralty : J1281.2  .

### Lien connexe
- Liste des phares du Delaware